# Renaud Lavillenie
Renaud Lavillenie (Barbezieux-Saint-Hilaire, 18 de setembro de 1986) é um campeão olímpico francês especializado no salto com vara. Foi o recordista mundial da modalidade, com um salto de 6,16 m, alcançado em 2014 num torneio indoor na Ucrânia. É também o único atleta do mundo a vencer todas as edições da Diamond League desde a introdução do circuito mundial em 2010.

## Carreira
Sua primeira conquista em grandes torneios internacionais foi a medalha de bronze no Campeonato Mundial de Atletismo de 2009, em Berlim. Em 2010, ele derrotou o campeão olímpico Steve Hooker no Adidas Grand Prix, em Nova Iorque, saltando a marca de 5,85 m e a isto seguiu-se o título de campeão europeu da prova, com a medalha de ouro do Campeonato Europeu realizado em Barcelona 2010.  Em março de 2011, Lavillenie saltou 6,03 m quebrando o recorde francês indoor e conquistando o título do Campeonato Europeu de Atletismo em Pista Coberta em Paris, França. Em agosto de mesmo ano, ele conquistou mais um bronze no Mundial de Atletismo de Daegu, na Coreia do Sul, com a marca de 5,85 m.
Lavillenie iniciou a temporada de 2012 ganhando o título de campeão mundial indoor do salto com vara, após saltar 5,95 m no Mundial de Pista Coberta de Istambul, na Turquia, sua primeira vitória neste torneio. Sua marca foi 15 cm melhor que a dos ganhadores das medalhas de prata e bronze na competição.
No Campeonato Europeu de Atletismo de 2012, realizado em Helsinque, na Finlândia, poucos dias antes do início dos Jogos Olímpicos de Londres, ele venceu novamente a prova, conquistando o bicampeonato europeu com a marca de 5,97 m, o que o credenciou para a disputa da medalha de ouro nos Jogos, a serem iniciados poucos dias depois. Na prova olímpica, Lavillenie saltou a marca de 5,97 m, estabelecendo novo recorde olímpico e conquistando a medalha de ouro, depois de ficar na terceira posição por quase todo o evento. Após conseguir a medalha, ainda tentou saltar 6,02 m (uma vez) e 6,07 m (duas vezes) sem sucesso. Sua conquista deu à França a 14ª medalha de ouro do país no atletismo olímpico.
No ano seguinte, em Moscou 2013, ficou com a medalha de prata e o vice-campeonato mundial, saltando 5,89 m na terceira tentativa. Em Pequim 2015 ficou com a medalha de bronze saltando 5,80 m.
Na Rio 2016, depois de um duelo com o brasileiro Thiago Braz até o final, ficou com a medalha de prata saltando 5,98 m. A marca de 6,03 m conquistada por Braz também tornou-se o novo recorde olímpico. No Campeonato Mundial de Atletismo seguinte, ficou novamente com a medalha de bronze, sua quarta em Mundiais, saltando 5,89 m em Londres 2017. Em 2018, conquistou o tricampeonato mundial em pista coberta, ao saltar 5,90 m durante a disputa do torneio em Birmingham, Inglaterra.

## Recorde
Lavillenie foi o recordista mundial do salto com vara, com a marca de 6,16 m, que conquistou no Pole Vault Stars, em Donetsk, Ucrânia, quebrando o recorde mundial de Sergei Bubka, que existia desde fevereiro de 1993. Foi recordista do mundo até 8 de fevereiro de 2020. Apesar de ter sido conquistada em pista coberta, no salto com vara os recordes mundiais são oficialmente considerados seja em estádio aberto ou fechado. Em estádio aberto, a maior marca ainda é a de Bubka, 6,14 m. A marca, conquistada na cidade natal de Bubka, foi conseguida na frente do ucraniano, que acompanhou pessoalmente seu recorde ser quebrado após mais de vinte anos.
Ao ar livre sua melhor marca é 6,05 m, conseguida em maio de 2015 no meeting da Diamond League em Eugene.